# Isoparce
Isoparce ist eine Gattung der Schmetterlinge aus der Familie der Schwärmer (Sphingidae). Lange galt die Gattung als monotypisch, im Jahr 2001 wurde der Gattung jedoch eine zweite, neu beschriebene Art zugerechnet. Nach Vergleichen der Genitalstruktur ist wahrscheinlich Ceratomia die nächstverwandte Gattung.

## Merkmale
Von Isoparce broui wurde bislang nur ein Exemplar gefangen. Isoparce cupressi besitzt stark gemusterte Vorderflügel und einfarbig bräunliche Hinterflügel und ist damit leicht von Arten anderer Gattungen zu unterscheiden.

## Vorkommen und Lebensweise
Über das Vorkommen, die Lebensweise und die Präimaginalstadien von Isoparce broui ist bisher nichts bekannt.
Isoparce cupressi ist aus dem küstennahen Flachland von North- und South Carolina, Georgia und Florida, sowie westlich entlang der Golfküste bis nach Zentraltexas nachgewiesen. Weitere Vorkommen weiter nördlich sind entlang der Ufer des Mississippi und anderer angrenzender Flüsse nachgewiesen. Es ist jedoch davon auszugehen, dass die Verbreitung der Art auf Grund der Unzugänglichkeit der sumpfigen Lebensräume noch nicht vollständig erfasst ist. Die Raupen von I. cupressi ernähren sich von Taxodium distichum.

## Systematik
Weltweit sind zwei Arten der Gattung bekannt:
- Isoparce cupressi (Boisduval, [1875])
- Isoparce broui Eitschberger, 2001

## Belege